# ماريا لوبيز
ماريا لوبيز (بالإسبانية: María Isabel López)‏ هي مغنية وممثلة إسبانية، ولدت في 4 يناير 1995 بأيامونتي في إسبانيا.

## وصلات خارجية
- ماريا لوبيز على موقع IMDb (الإنجليزية)
- ماريا لوبيز على موقع ميوزك برينز (الإنجليزية)
- ماريا لوبيز على موقع ديسكوغز (الإنجليزية)
- ماريا لوبيز على موقع قاعدة بيانات الفيلم (الإنجليزية)